# شمشاد جنگلی
شمشاد جنگلی (نام علمی: Buxus sempervirens) یا شمشاد هیرکانی (Buxus hyrcana) نام یک گونه از سرده شمشاد است. این درختچه همیشه‌سبز در ۱۷۵۳ (میلادی) توسط کارل لینه توصیف علمی شد. زیرگونه‌ای از این گیاه با نام علمی B. hyrcana در شمال ایران و شرق قفقاز می‌روید. شمشاد جنگلی نوعی گیاه دارویی است.

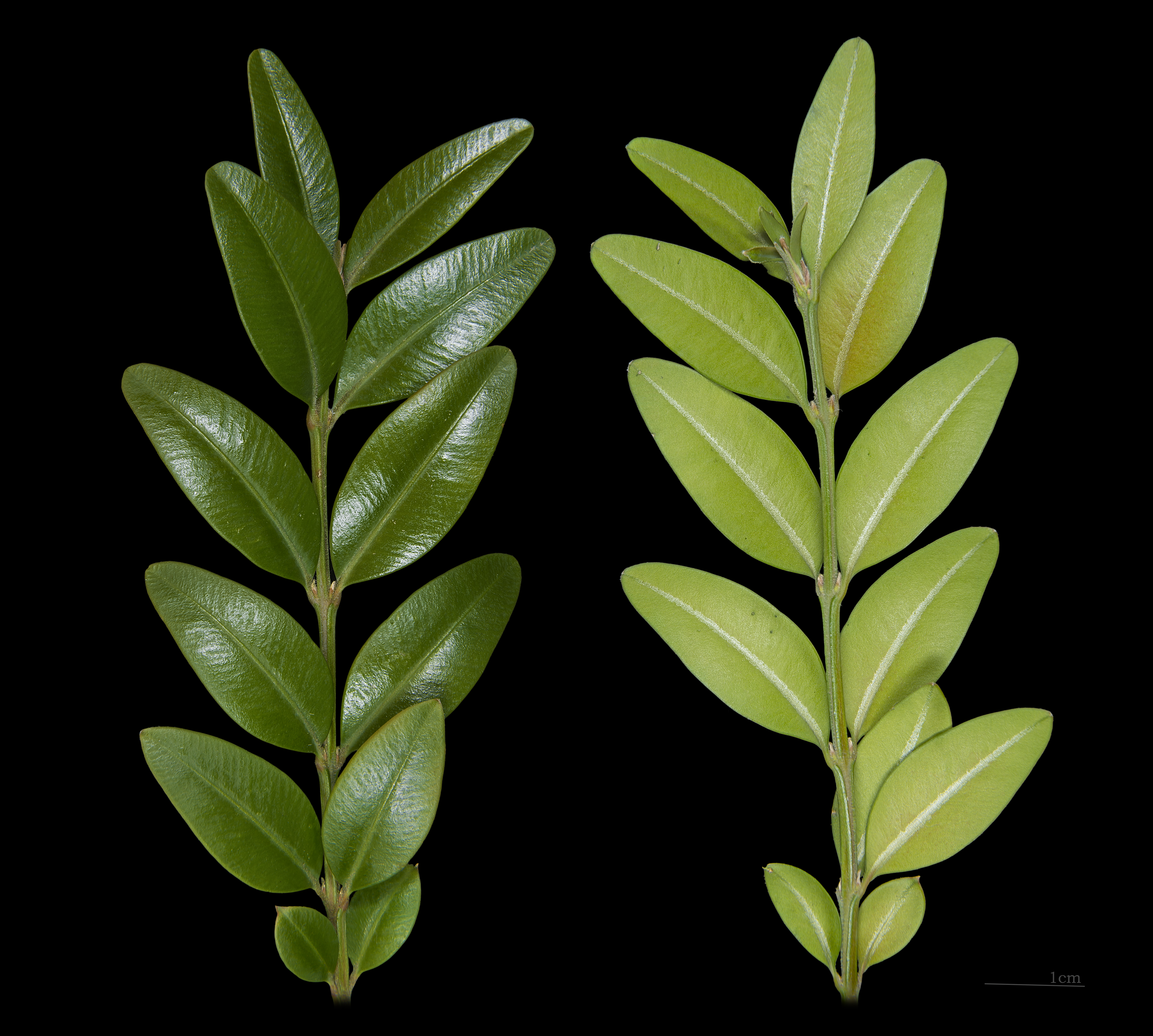
برگ‌ها

شمشاد هیرکانی درختی همیشه سبز و بومی جنگل‌های هیرکانی در شمال ایران است که در فهرست گونه‌های گیاهی در خطر انقراض اتحادیه بین‌المللی حفظ طبیعت (IUCN) قرار دارد. مناطق جنگلی آستارا ۳۲ هزار هکتار است که در این میان بیش از ۱۵۰ هکتار از اراضی جنگلی این شهرستان را درختان شمشاد تشکیل می‌دهد.
از عوامل آفت زدن به شمشاد هیرکانی در ایران، گونه‌ای پروانه با نام علمی Cydalima perspectalis است که به طور طبیعی در شرق آسیا زندگی می‌کند و نخستین بار در سال ۱۳۸۵ در آلمان و سپس در چند کشور اروپایی طغیان کرد و از نیمه دوم خرداد ۱۳۹۵ در بخشی از اراضی جنگلی گیلان و مازندران دیده شد که خسارت زیادی به درختان شمشاد وارد کرده است.